# Crypticus
Crypticus — род жесткокрылых из семейства чернотелок.

## Описание
Жуки в длину не превышают 7 мм. Отросток первого брюшного стернита между задними тазиками на вершине обрубленный или округлый.

## Систематика
В составе рода:
- Crypticus aksuensis
- Crypticus amaroides
- Crypticus antoinei
- Crypticus aprutianus
- Crypticus arandai